# Аукціон надій
Аукціон надій — це щорічний наймасштабніший благодійний захід, який проводять студенти Університету банківської справи. Лотами на Аукціоні виставляються речі відомих в Україні осіб — експертів політики, економіки, культури, шоубізнесу, спорту.

## Історія аукціонів надій

### I Аукціон надій
І Аукціон надій було проведено у Львові у 2006 році. На аукціоні було зібрано 43 800 гривень, які були використані на обладнання мультимедійного класу у школі соціальної реабілітації міста Городка.

### II Аукціон надій
II Аукціон надій було проведено у Львові у 2007 році. На аукціоні було зібрано 75 000 гривень, які були використані на придбання інкубатора екстракласу для пологового будинку № 1 м. Львова.

### III Аукціон надій
III Аукціон надій було проведено у Львові у 2008 році. На аукціоні було зібрано 200 000 гривень, які були використані на реставрацію старовинної дерев'яної церкви у селі Кути Буського району Львівської області і відкриття першого в Україні Храму Пам'яті.

### IV Аукціон надій
IV Аукціон надій було проведено в Черкасах у 2009 році. На аукціоні було зібрано 200 000 гривень, які були використані на очищення русла річки Вільшанка, укріплення берегів річки у селі Млієві, а також на привернення уваги громадськості до збереження малих річок України.

### V Аукціон надій
V Аукціон надій було проведено в Харкові у 2010 році. На аукціоні було зібрано 200 000 гривень, які були використані на облаштування реабілітаційного кабінету в Харківському обласному спеціальному загальноосвітньому навчально-виховному закладі для дітей із вадами слуху.

### VI Аукціон надій
VI Аукціон надій було проведено у Львові у 2011 році. На аукціоні було зібрано 230 000 гривень, які були використані на відкрито першого в Україні центру соціокультурної реабілітації у спецбібліотеці для людей із вадами зору ім. Т. Шевченка, створено студію звукозапису і видано книгу поезій плоскодруком (шрифтом Брайля).

### VII Аукціон надій
VII Аукціон надій було проведено в Києві у 2012 році. На аукціоні було зібрано 240 000 гривень, які були використані на забезпечення всіх 10-класників українських інтернатів навчальною літературою та проведення лекцій з освоєння азів фінансової грамотності.

### VIII Аукціон надій
VIII Аукціон надій було проведено в Черкасах у 2013 році. На аукціоні було зібрано 400 000 гривень, які були використані на відкриття дубової алеї в селі Моринці.

### IX Аукціон надій
IX Аукціон надій було проведено в Харкові в у 2014 році. На аукціоні було зібрано 270 000 гривень, які були використані на придбання Українському науково-дослідного інституту протезування, протезобудування та відновлення працездатності трьох параподіумів.

### X Аукціон надій
X Аукціон надій було проведено у Львові у 2015 році. На аукціоні було зібрано 300 000 гривень, які будуть використані на відновлення архітектурної композиції Леонардо Марконі «Рільництво, Ощадність, Промисловість».

## Нагороди благодійного проєкту
- Благодійна акція року національного конкурсу «Благодійна Україна — 2012 та 2013».
- Приз «Народний благодійник» 2012 року, V Національного конкурсу «Благодійник року» ВБО «Асоціація благодійників України».
- Спеціальна нагорода конкурсу «Благодійник року — Львівщина 2011».
- Серія фото I «Аукціону надій» перемогла в номінації «Благодійність і соціальний захист» II Всеукраїнському фотоконкурсі «Благодійність крізь призму об'єктива», 2010 р.